# Rudolf Berg (Industrieller)

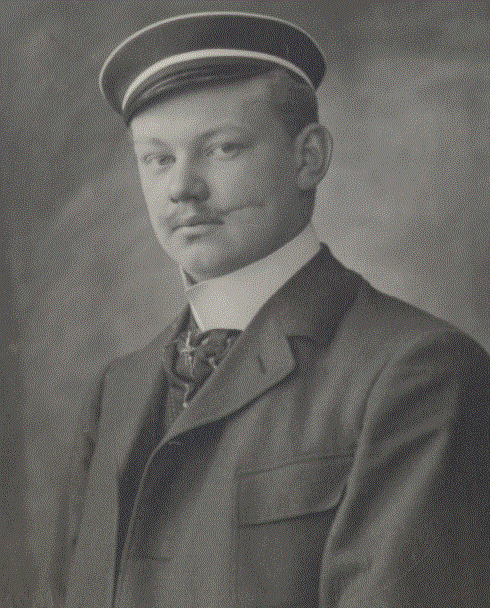
Rudolf Berg als Karlsruher Saxe

Rudolf Berg (* 26. Mai 1881 in Eveking; † 6. März 1955 ebenda) war ein deutscher Industrieller.

## Leben
Rudolf Berg war Sohn des westfälischen Großindustriellen Carl Berg. Nach dem Abitur studierte er Ingenieurwissenschaften an der Technischen Hochschule München, der Technischen Hochschule Karlsruhe und der Technischen Hochschule Charlottenburg. In Karlsruhe wurde er Mitglied des Corps Saxonia. Nach dem Studium bereiste er 1905 zur Weiterbildung die Vereinigten Staaten. 1906 wurde er technischer Leiter der Carl Berg AG in Eveking und 1927 technisches Vorstandsmitglied der Berg-Heckmann-Selve AG, aus der 1930 durch Übernahme der Heddernheimer Kupferwerk und Süddeutsche Kabelwerk AG die Vereinigten Deutschen Metallwerke entstanden.
Berg war weiterhin Vorstand der Kugel & Berg GmbH in Werdohl, Aufsichtsratsvorsitzender der Kreis Altenaer Eisenbahn-AG und Verwaltungsratsmitglied der Kupferwerke Böhmen in Prag. Er war Mitglied der Kaiser-Wilhelm-Gesellschaft.
Im Ersten Weltkrieg diente er von 1914 bis 1917 als Rittmeister der Reserve im Garde-Dragoner-Regiment 23. Als Auszeichnungen erhielt er das Eiserne Kreuz II. Klasse und die Hessische Tapferkeitsmedaille.
Seit 1917 war Berg mit Ilse Freiin von Puttkamer verheiratet, mit der er zwei Töchter hatte. 1953 übergab er anlässlich des 100. Jahrestags der Gründung Carl Berg AG ein Auslesearchiv über geschäftliche und private Vorgänge der Stiftung Westfälisches Wirtschaftsarchiv.